# Parandra pinchoni
Parandra pinchoni là một loài bọ cánh cứng trong họ Cerambycidae.